# Forêts et tourbières des Monts de la Madeleine
Forêts et tourbières des Monts de la Madeleine este o arie protejată (sit de importanță comunitară — SCI) din Franța întinsă pe o suprafață de 241,1 ha, integral pe uscat.

## Localizare
Centrul sitului Forêts et tourbières des Monts de la Madeleine este situat la coordonatele 45°59′28″N 3°49′58″E / 45.99111°N 3.83278°E.

## Înființare
Situl Forêts et tourbières des Monts de la Madeleine a fost declarat arie specială de conservare în baza directivei 92/43 din 1992 referitoare la conservarea habitatelor naturale și a faunei și florei sălbatice pentru a proteja 3 specii de animale.

## Biodiversitate
Situată în ecoregiunea continentală, aria protejată conține 10 habitate naturale: Turbării active, Mlaștini împădurite, Ape stătătoare oligotrofe până la mezotrofe, cu vegetație de Littorelletea uniflorae și/sau de Isoëto-Nanojuncetea, Depresiuni pe substraturi de turbă de Rhynchosporion, Pajiști cu Molinia pe soluri calcaroase, turboase sau argilos-nămoloase (Molinion caeruleae), Mlaștini turboase de tranziție și turbării mișcătoare, Pajiști uscate europene, Mlaștini oligotrofe degradate, capabile încă de regenerare naturală, Păduri acidofile de Picea de la nivel montan la nivel alpin (Vaccinio-Piceetea), Păduri de fag acidofile atlantice, cu subarboret de Ilex și, uneori, de asemenea, Taxus, la nivelul arbuștilor (Quercion robori-petraeae sau Ilici-Fagenion).
La baza desemnării sitului se află mai multe specii protejate:
- mamifere (1): vidră de râu (Lutra lutra)
- nevertebrate (2): fluturele auriu (Euphydryas aurinia), Lycaena helle

Pe lângă speciile protejate, pe teritoriul sitului au mai fost identificate 10 specii de plante, 4 specii de păsări, 3 specii de amfibieni, 3 specii de mamifere, 1 specie de nevertebrate, 1 specie de reptile.